# 2025年日本グランプリ (4輪)
2025年日本グランプリ（英: 2025 Japanese Grand Prix、正式名称: Formula 1 Lenovo Japanese Grand Prix 2025）は、2025年のF1世界選手権の第3戦として、2025年4月6日に鈴鹿サーキットで開催された。

## 背景
タイヤ
ピレリが持ち込んだドライ用タイヤのコンパウンドはハード（白）：C1、ミディアム（黄）：C2、ソフト（赤）：C3のハード寄りの組み合わせ。
| ドライ用   | ドライ用       | ドライ用   | ウェット用           | ウェット用   |
| C1         | C2             | C3         | インターミディエイト | フルウェット |
| ---------- | -------------- | ---------- | -------------------- | ------------ |
| （ハード） | （ミディアム） | （ソフト） | （小雨用）           | （大雨用）   |
DRS：1箇所
※（　）内は検知ポイント
- DRS1：コントロールラインの100m手前から（ターン16から50m手前）

特別カラーリング
- レッドブル: 本田技研工業とのパートナーシップが最終年を迎えることと、ホンダがF1初勝利を挙げた1965年メキシコグランプリから60周年を迎えることを記念し、同GPで使われたRA272のカラーリング（日本の国旗を模した日の丸カラー）をベースとした特別カラーリングをRB21に施す。
- ハース: 従来のカラーリングに加え、ピンク色の桜の花びらがあしらわれた特別カラーリングをVF-25に施す。

## エントリー
レギュラードライバー
- レッドブル: リアム・ローソンに代わって角田裕毅を起用。ローソンはわずか2戦でレッドブルを離脱することになった。
- レーシングブルズ: レッドブルに昇格した角田と入れ替わる形でローソンが起用された。

フリープラクティスドライバー
- アルピーヌ: リザーブドライバーの平川亮が、ジャック・ドゥーハンに代わってFP1を走行する。

## フリー走行

### FP1
2025年4月4日 11:30 JST(UTC+9)
（特記のない出典: ）
- 気温14度、路面温度35度、晴、ドライ

春の開催に変わって2回目の鈴鹿は好天と満開の桜に恵まれスタートした。レッドブル移籍初戦が母国グランプリとなった角田裕毅は新たなチームメイトのマックス・フェルスタッペンに続く6番手、今季はアルピーヌのリザーブドライバーに就任し、レギュラードライバーのジャック・ドゥーハンに代わって走行した平川亮は12番手でピエール・ガスリーを上回った。

### FP2
2025年4月4日 15:00 JST(UTC+9)
（特記のない出典: ）
- 気温14度、路面温度35度、晴、ドライ

開始7分、FP1は平川にシートを譲ったため初走行だったドゥーハンがターン1で大クラッシュを喫した。マシンは大きく損傷したが、ドゥーハン自身は無事だった。このクラッシュによるバリアの修復のため赤旗で中断し、残り30分から再開されたが、フェルナンド・アロンソがターン7でコースをはみ出し、ターン8（デグナー）とターン9の間にあるグラベルでマシンを止めたため、2度目の赤旗が出された。残り19分で再開するが、ターン8とターン17の芝生が相次いで燃えだしたことで、さらに2度の赤旗中断となり終了した。そんな中でレーシングブルズ勢が好タイムをマークし、アイザック・ハジャーが3番手、角田と入れ替わる形で降格したリアム・ローソンが5番手に入った。角田は18番手だった。

### FP3
2025年4月5日 11:30 JST(UTC+9)
（特記のない出典: ）
- 気温14度、路面温度38度、晴、ドライ

アルピーヌは前日のFP2のクラッシュで大破したドゥーハンのモノコックを夜通しで交換した。そのFP2で芝生が2度も炎上したことから、夜間に芝刈りと散水を行う対策を行った。しかし、このセッションでも開始6分にターン12のコース脇、残り7分に130R入口手前右側の芝生が炎上したことで赤旗が出され、後者の赤旗では再開できないままセッションが終了する事態となった。炎上した2箇所とも先述の対策は施したが、今後のセッションにも不安を残すことになってしまった。FP1からFP3までマクラーレン勢がトップタイムを記録し、FP2とFP3はマクラーレン勢で上位を独占した。角田は9番手。

### 各セッションの順位
| 順位  | ドライバー         | コンストラクター | タイム   |
| ----- | ------------------ | ---------------- | -------- |
| 1     | L.ノリス           | マクラーレン     | 1:28.549 |
| 2     | G.ラッセル         | メルセデス       | 1:28.712 |
| 3     | C.ルクレール       | フェラーリ       | 1:28.965 |
| 4     | L.ハミルトン       | フェラーリ       | 1:29.051 |
| 5     | M.フェルスタッペン | レッドブル       | 1:29.065 |
| 出典: |                    |                  |          |

| 順位  | ドライバー   | コンストラクター | タイム   |
| ----- | ------------ | ---------------- | -------- |
| 1     | O.ピアストリ | マクラーレン     | 1:28.114 |
| 2     | L.ノリス     | マクラーレン     | 1:28.163 |
| 3     | I.ハジャー   | レーシングブルズ | 1:28.518 |
| 4     | L.ハミルトン | フェラーリ       | 1:28.544 |
| 5     | L.ローソン   | レーシングブルズ | 1:28.559 |
| 出典: |              |                  |          |

| FP3 \| 順位 \| ドライバー \| コンストラクター \| タイム \| \| ---------- \| ------------------ \| ---------------- \| -------- \| \| 1 \| L.ノリス \| マクラーレン \| 1:27.965 \| \| 2 \| O.ピアストリ \| マクラーレン \| 1:27.991 \| \| 3 \| G.ラッセル \| メルセデス \| 1:28.077 \| \| 4 \| C.ルクレール \| フェラーリ \| 1:28.414 \| \| 5 \| M.フェルスタッペン \| レッドブル \| 1:28.497 \| \| 出典: [15] \| \| \| \| | - 注: いずれもトップ5まで掲載。 |                  |          |
| 順位 | ドライバー                      | コンストラクター | タイム   |
| 1 | L.ノリス                        | マクラーレン     | 1:27.965 |
| 2 | O.ピアストリ                    | マクラーレン     | 1:27.991 |
| 3 | G.ラッセル                      | メルセデス       | 1:28.077 |
| 4 | C.ルクレール                    | フェラーリ       | 1:28.414 |
| 5 | M.フェルスタッペン              | レッドブル       | 1:28.497 |
| 出典: |                                 |                  |          |

## 予選
2025年4月5日 15:00 JST(UTC+9)
（特記のない出典: ）
- 気温14度、路面温度34度、晴、ドライ

マックス・フェルスタッペンがマクラーレン勢を抑え、今季初のポールポジションを獲得した。フェルスタッペンが記録した1分26秒983は、2019年にセバスチャン・ベッテルが記録したコースレコード（1分27秒064）を6年ぶりに上回った。一方、レッドブル移籍初戦で母国グランプリを迎える角田裕毅はQ2でタイムを伸ばせず、前戦中国GPまで在籍したレーシングブルズ勢にも及ばず15番手で敗退を喫した。レーシングブルズ勢はアイザック・ハジャーがQ1でシートベルトに問題を抱えたもののQ3まで進出して7番手、リアム・ローソンは角田より1つ前の14番手であった。
フリー走行で度々発生していた芝生の火災がQ2でも発生した。今回は残り8分半に130Rのイン側の芝生が燃えて赤旗中断となった。
そのQ2の終了間際にカルロス・サインツがターン1でルイス・ハミルトンのタイムアタックを妨害したため、予選終了後に3グリッド降格のペナルティが科せられた。これにより、角田は1つグリッドが繰り上がって14番手からスタートする。

### 予選結果
| 順位                | No. | ドライバー                     | コンストラクター                        | Q1       | Q2       | Q3       | Grid |
| ------------------- | --- | ------------------------------ | --------------------------------------- | -------- | -------- | -------- | ---- |
| 1                   | 1   | マックス・フェルスタッペン     | レッドブル-ホンダ・RBPT                 | 1:27.943 | 1:27.502 | 1:26.983 | 1    |
| 2                   | 4   | ランド・ノリス                 | マクラーレン-メルセデス                 | 1:27.845 | 1:27.146 | 1:26.995 | 2    |
| 3                   | 81  | オスカー・ピアストリ           | マクラーレン-メルセデス                 | 1:27.687 | 1:27.507 | 1:27.027 | 3    |
| 4                   | 16  | シャルル・ルクレール           | フェラーリ                              | 1:27.920 | 1:27.555 | 1:27.299 | 4    |
| 5                   | 63  | ジョージ・ラッセル             | メルセデス                              | 1:27.843 | 1:27.400 | 1:27.318 | 5    |
| 6                   | 12  | アンドレア・キミ・アントネッリ | メルセデス                              | 1:27.968 | 1:27.639 | 1:27.555 | 6    |
| 7                   | 6   | アイザック・ハジャー           | レーシングブルズ-ホンダ・RBPT           | 1:28.278 | 1:27.775 | 1:27.569 | 7    |
| 8                   | 44  | ルイス・ハミルトン             | フェラーリ                              | 1:27.942 | 1:27.610 | 1:27.610 | 8    |
| 9                   | 23  | アレクサンダー・アルボン       | ウィリアムズ-メルセデス                 | 1:28.218 | 1:27.783 | 1:27.615 | 9    |
| 10                  | 87  | オリバー・ベアマン             | ハース-フェラーリ                       | 1:28.228 | 1:27.711 | 1:27.867 | 10   |
| 11                  | 10  | ピエール・ガスリー             | アルピーヌ-ルノー                       | 1:28.186 | 1:27.822 | n/a      | 11   |
| 12                  | 55  | カルロス・サインツ             | ウィリアムズ-メルセデス                 | 1:28.209 | 1:27.836 | n/a      | 15 1 |
| 13                  | 14  | フェルナンド・アロンソ         | アストンマーティン・アラムコ-メルセデス | 1:28.337 | 1:27.897 | n/a      | 12   |
| 14                  | 30  | リアム・ローソン               | レーシングブルズ-ホンダ・RBPT           | 1:28.554 | 1:27.906 | n/a      | 13   |
| 15                  | 22  | 角田裕毅                       | レッドブル-ホンダ・RBPT                 | 1:27.967 | 1:28.000 | n/a      | 14   |
| 16                  | 27  | ニコ・ヒュルケンベルグ         | キック・ザウバー-フェラーリ             | 1:28.570 | n/a      | n/a      | 16   |
| 17                  | 5   | ガブリエル・ボルトレト         | キック・ザウバー-フェラーリ             | 1:28.622 | n/a      | n/a      | 17   |
| 18                  | 31  | エステバン・オコン             | ハース-フェラーリ                       | 1:28.696 | n/a      | n/a      | 18   |
| 19                  | 7   | ジャック・ドゥーハン           | アルピーヌ-ルノー                       | 1:28.877 | n/a      | n/a      | 19   |
| 20                  | 18  | ランス・ストロール             | アストンマーティン・アラムコ-メルセデス | 1:29.271 | n/a      | n/a      | 20   |
| 107% time: 1:33.825 |     |                                |                                         |          |          |          |      |
| 出典:               |     |                                |                                         |          |          |          |      |

追記
- ^1 - サインツはQ2セッション中にターン1でハミルトンのアタックを妨害したため3グリッド降格。

## 決勝
2025年4月6日 14:00 JST(UTC+9)
（特記のない出典: ）
- 気温14.4度、路面温度21.1度、曇、ドライ

決勝日当日の朝に雨が降ったが10時半には雨も止んで路面はほぼ乾き、曇り空のドライコンディションでレースは行われた。決勝日は11万5000人の観客が訪れ、3日間合計で26万6000人と開催地が鈴鹿に戻った2009年以来最多記録を更新した。
マックス・フェルスタッペンがマクラーレン勢を最後まで抑えきり、ポール・トゥ・ウィンで今季初勝利を挙げて日本GP4連勝を飾るとともに、今季でレッドブルとのパートナーシップが最終年を迎える本田技研工業（ホンダ・レーシング（HRC））に勝利を捧げた。レッドブル移籍初戦の角田裕毅は入賞に届かず12位で母国グランプリを終えたが、ファン投票による「ドライバーズ・オブ・ザ・デイ」に選ばれた。レッドブルの兄弟チームであるレーシングブルズはアイザック・ハジャーが8位で初入賞を果たした。
6位入賞を果たした新人のアンドレア・キミ・アントネッリはタイヤ交換を遅らせたことで一時首位に立ち、F1史上最年少のラップリーダーを記録するとともにファステストラップも記録した。

### レース結果
| 順位                                                                    | No. | ドライバー                     | コンストラクター                        | 周回数 | タイム/リタイア原因 | Grid | Pts. |
| ----------------------------------------------------------------------- | --- | ------------------------------ | --------------------------------------- | ------ | ------------------- | ---- | ---- |
| 1                                                                       | 1   | マックス・フェルスタッペン     | レッドブル-ホンダ・RBPT                 | 53     | 1:22:06.983         | 1    | 25   |
| 2                                                                       | 4   | ランド・ノリス                 | マクラーレン-メルセデス                 | 53     | +1.423              | 2    | 18   |
| 3                                                                       | 81  | オスカー・ピアストリ           | マクラーレン-メルセデス                 | 53     | +2.129              | 3    | 15   |
| 4                                                                       | 16  | シャルル・ルクレール           | フェラーリ                              | 53     | +16.097             | 4    | 12   |
| 5                                                                       | 63  | ジョージ・ラッセル             | メルセデス                              | 53     | +17.362             | 5    | 10   |
| 6                                                                       | 12  | アンドレア・キミ・アントネッリ | メルセデス                              | 53     | +18.671             | 6    | 8    |
| 7                                                                       | 44  | ルイス・ハミルトン             | フェラーリ                              | 53     | +29.182             | 8    | 6    |
| 8                                                                       | 6   | アイザック・ハジャー           | レーシングブルズ-ホンダ・RBPT           | 53     | +37.134             | 7    | 4    |
| 9                                                                       | 23  | アレクサンダー・アルボン       | ウィリアムズ-メルセデス                 | 53     | +40.367             | 9    | 2    |
| 10                                                                      | 87  | オリバー・ベアマン             | ハース-フェラーリ                       | 53     | +54.529             | 10   | 1    |
| 11                                                                      | 14  | フェルナンド・アロンソ         | アストンマーティン・アラムコ-メルセデス | 53     | +57.333             | 12   |      |
| 12                                                                      | 22  | 角田裕毅                       | レッドブル-ホンダ・RBPT                 | 53     | +58.401             | 14   |      |
| 13                                                                      | 10  | ピエール・ガスリー             | アルピーヌ-ルノー                       | 53     | +1:02.122           | 11   |      |
| 14                                                                      | 55  | カルロス・サインツ             | ウィリアムズ-メルセデス                 | 53     | +1:14.129           | 15   |      |
| 15                                                                      | 7   | ジャック・ドゥーハン           | アルピーヌ-ルノー                       | 53     | +1:21.314           | 19   |      |
| 16                                                                      | 27  | ニコ・ヒュルケンベルグ         | キック・ザウバー-フェラーリ             | 53     | +1:21.957           | 16   |      |
| 17                                                                      | 30  | リアム・ローソン               | レーシングブルズ-ホンダ・RBPT           | 53     | +1:22.734           | 13   |      |
| 18                                                                      | 31  | エステバン・オコン             | ハース-フェラーリ                       | 53     | +1:23.438           | 18   |      |
| 19                                                                      | 5   | ガブリエル・ボルトレト         | キック・ザウバー-フェラーリ             | 53     | +1:23.897           | 17   |      |
| 20                                                                      | 18  | ランス・ストロール             | アストンマーティン・アラムコ-メルセデス | 52     | +1 Lap              | 20   |      |
| 優勝スピード（勝者フェルスタッペンの平均速度）: 224.659 km/h            |     |                                |                                         |        |                     |      |      |
| ファステストラップ: アンドレア・キミ・アントネッリ - 1:30.965（50周目） |     |                                |                                         |        |                     |      |      |
| 出典:                                                                   |     |                                |                                         |        |                     |      |      |

ラップリーダー
※太字は最多ラップリーダー
- マックス・フェルスタッペン - 43周 (1-21, 32-53)
- アンドレア・キミ・アントネッリ - 10周 (22-31)

## 主な記録
（特記のない出典: ）
ドライバー
- 日本GPで4連勝: マックス・フェルスタッペン - ミハエル・シューマッハの3連勝（2000年 - 2002年）を上回る史上最多記録。
- 150戦目の出走: シャルル・ルクレール
- 初ファステストラップ / 初ラップリーダー: アンドレア・キミ・アントネッリ - 3戦目。18歳224日での達成はいずれも史上最年少記録（過去の最年少記録はいずれもマックス・フェルスタッペン）。
- 初入賞: アイザック・ハジャー - 2戦目

コンストラクター
- 110回目のファステストラップ: メルセデス
- 決勝レースにおける初入賞: レーシングブルズ

エンジン
- 50回目の表彰台: ホンダ・RBPT
- 750戦目の出走: ルノー

レース
- 全車完走（20台）: 日本GPでは2015年（20台、完走扱い1台を含む）と2016年（22台）以来3回目。

## 第3戦終了時点のランキング
|       | 順位 | ドライバー                     | ポイント |
| ----- | ---- | ------------------------------ | -------- |
|       | 1    | ランド・ノリス                 | 62       |
|       | 2    | マックス・フェルスタッペン     | 61       |
| 1     | 3    | オスカー・ピアストリ           | 49       |
| 1     | 4    | ジョージ・ラッセル             | 45       |
|       | 5    | アンドレア・キミ・アントネッリ | 30       |
| 出典: |      |                                |          |

|       | 順位 | コンストラクター        | ポイント |
| ----- | ---- | ----------------------- | -------- |
|       | 1    | マクラーレン-メルセデス | 111      |
|       | 2    | メルセデス              | 75       |
|       | 3    | レッドブル-ホンダ・RBPT | 61       |
| 1     | 4    | フェラーリ              | 35       |
| 1     | 5    | ウィリアムズ-メルセデス | 19       |
| 出典: |      |                         |          |

- 注：いずれもトップ5まで掲載。